# Baldur's Gate 3
Baldur’s Gate 3 je RPG hra, která plně vyšla 3. srpna 2023. Byla vytvořena a zveřejněna společností Larian Studios. Je třetí hrou franšízy Baldur’s Gate, která vychází ze hry Dungeons and Dragons.

## Průběh hry
Jedná se o RPG hru, kde hráč může hrát samostatně, nebo v multiplayeru. Hra se odehrává v Dungeons and Dragons světě, a následuje pravidla DnD 5. edice, podle kterých se například řídí souboj. Průběh hry je rozdělen do tří aktů, které mají různou lokalitu. Při postupu do nového aktu je hráč varován, pokud úroveň jeho skupiny není dostatečně velká.
Během hry hráč obdrží mise podle lokalit nebo postav s nimiž interaguje. Hra je rozdělena do tří aktů a při postupu do nového aktu se nedokončené mise z předchozího aktu uzavírají a hráč se k nim již nemůže vrátit. Mise nejsou povinné a často se mohou různě rozvinout podle rozhodnutí, které hráč udělá.
Hráč může během hry najít vývojářem předem vytvořené postavy, které se mohou přidat do jeho party nebo může hrát i sám. V partě mohou být najednou až 4 postavy. Při hraní s více postavami ve skupině, může hráč ovládat jakoukoliv z těchto postav a využít jejich schopností. Do své party má hráč možnost přidat kromě své postavy i kohokoliv z 10 společníků mezi které patří i 6 z předem vytvořených postav, za které může hráč hrát. Tyto společníky může hráč přidat do svého kempu během hry, pokud je v průběhu hry najde a udělá rozhodnutí potřebná k tomu, aby se k němu připojili. Všechny tyto postavy mají své příběhy, vlastnosti a mise, které hráč může prozkoumat. Postava hráče může zlepšovat či zhoršovat svůj vztah s postavami podle rozhodnutí, které během hry a dialogů udělá.
Hra používá kameru z pohledu třetí osoby. V tomto módu se pohybuje po mapě a bojuje. Když hráč zahájí dialog, kamera je zaměřena na mluvící postavu.

### Selekce postavy
Hra nabízí předem vytvořené unikátní postavy, které mají svůj vlastní charakter, původ a mise, které se odlišují od ostatních postav, nebo si hráč může vytvořit svou vlastní postavu od nuly a plně si ji přizpůsobit. Tyto postavy se ve hře vyskytují bez ohledu na to, zda si hráč vybírá postavu vlastní či postavu již existující.
Pokud si hráč vytvořil vlastní postavu, může během hry změnit její vzhled pomocí kouzelného zrcadla, které nalezne v kempu.
Dark Urge má výchozí rasu Dragonborn, ale na rozdíl od ostatních už existujících postav je plně přizpůsobitelný. Ostatní postavy se mohou přizpůsobit během hry a hráč může změnit jen jejich třídu a jejich staty.

#### Přizpůsobení postavy

##### Rasy
Hráč má na výběr z 11 ras a 31 podras. Podle toho, jakou rasu a podrasu si hráč vybere, může mít při hraní další výhody. Například elfové, trpaslíci, tieflingové, orkové ve tmě mohou vidět lépe. Různé rasy mohou mít specifické atributy v jejich vzhledu. Například elfové mají špičaté uši, tieflingové mají ocas a githyanki mají velmi malé nosy.
Po vybrání rasy si ji hráč už nemůže později změnit.

##### Třídy
Ve hře je na výběr z 12 tříd a 46 podtříd, které podobně jako rasy dávají postavě hráče různé dovednosti nebo výhody. Svou třídu si může hráč později změnit, když zaplatí 100 zlatých postavě jménem Withers. Hra umožňuje hráči třídy kombinovat. Při zvýšení úrovně si může vybrat vylepšit třídu stávající, nebo přidat třídu novou.
Hráč může dosáhnout maximálně 12. úrovně.

### DND 5e

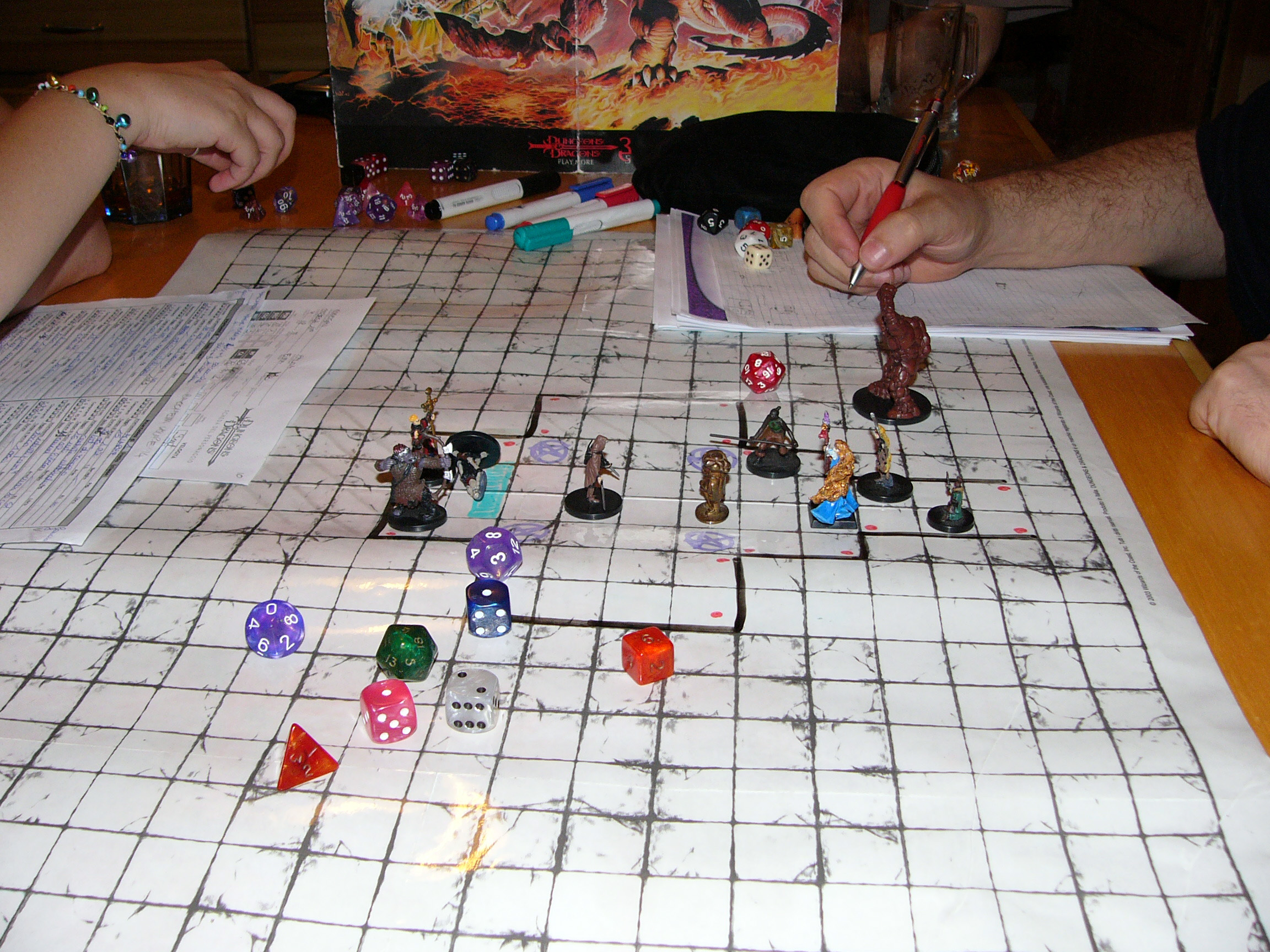
Baldur's Gate 3 vychází z pravidel Dungeons & Dragons, konkrétně pátého vydání.

Baldur’s Gate 3 následuje pravidla hry Dungeons and Dragons 5. edice. Od ras a tříd, které se v ní objevují, po schopnosti, kouzla a způsob souboje.

#### Hod kostkou
Ve hře se využívá hodu kostkou k rozhodnutí úspěchu většiny činností. Pokaždé když hráč musí využít svých schopností, ať už při souboji nebo při konverzaci, hodí si kostkou. Hází se 20 stranou kostkou a cílem je hodit větší číslo, než je určeno hrou. Pokud hráč hodí číslo vyšší, vyhrává, a jeho činnost se vydaří. Když hodí 20, automaticky vyhrává, i kdyby číslo k poražení bylo vyšší než 20. Tomuto se říká naturální 20 a naopak, když hráč hodí naturální 1, automaticky prohrává i kdyby měl výhody, které by mu toto číslo zvýšily. Díky výhodám může hráč dosáhnout čísla vyššího něž 20, aniž by musel vždy hodit 20. Kromě výhod může mít hráč i nevýhody, které toto číslo sníží.
Někdy má hráč speciální výhodu či nevýhodu při hodu kostkou. V těchto situacích hází dvěma kostkami a když má výhodu dostane lepší výsledek nebo naopak.

#### Souboj
Souboj je založený na pořadí. Na začátku souboje každá postava, která se boje účastní hodí kostkou, která určuje pořadí postav v boji. Postava, která hodila nejvyšší číslo bude v pořadí první. Jedno kolo souboje skončí, když poslední postava v pořadí dokončí svůj tah.
Při svém tahu se postavy mohou do určité míry pohybovat, využít hlavní činnosti a vedlejší činnosti. Mezi hlavní činnosti patří útoky, kouzla, nebo různé fyzické činnosti jako sprint. Za vedlejší činnosti se považují menší kouzla nebo menší fyzické činnosti.
Postavy mohou mimo svůj tah reagovat na činnosti ostatních postav a tím se například vyhnout poškození.
Souboj končí, pokud jedna bojující strana není schopna nadále bojovat. Pro regenerování své party po souboji si může skupina rychle odpočinout, aby se postavám vrátila část jejich životů, nebo se může vrátit do kempu a plně si odpočinout, aby si kompletně obnovili životy a ability.

### Multiplayer
V Baldur’s Gate 3 se využívá technologie P2P (peer-to-peer) pro multiplayer.
V online hře spolu mohou hrát až čtyři hráči. K hraní může jeden hráč vytvořit novou hru a pozvat zbylé hráče, nebo je pozvat do už existující hry. Při lokální hře mohou na jednom zařízení hrát dva hráči ve split-screen módu obrazovky.
Během hry v multiplayeru musí každý hráč kontrolovat aspoň jednu postavu. Kontrola nad postavami se může změnit v nastavení specifické hry.

## Děj hry

### Akt 1
Příběh začíná na nautiloidní lodi mozkožroutů. Hlavní postavy tu jsou drženy a infikovány mozkožroutím pulcem, který promění infikované v mozkožrouty. Po tom, co je loď napadena, havaruje v divočině Faerûnu, kde se odehrává první akt hry. Po zřícení lodi se postavy snaží najít způsob, jak se pulce zbavit, aby zabránili proměně. Na své cestě se jim nedaří pulce odstranit, ale zjistí, že se zatím neproměnily, díky tajemnému návštěvníku snů, který tvrdí, že díky němu jsou zatím v bezpečí. Později objeví další infikované, ale zjistí, že většina je součástí kultu boha Absolute. Aby získali více odpovědí potřebují se dostat do Moonrise Towers, kam se mohou vydat přes Underdark nebo přes Horský Průsmyk.

### Akt 2
Akt 2 se odehrává v Stínem prokleté Zemi, kde postavy infiltrují Moonrise Towers a zjistí že Absolute je Starobylý Mozek, který dokáže kontrolovat mozkožrouty. Ten je však pod kontrolou skupiny bohů jménem Mrtvé trio. Ti pod sebou mají tři šampiony, kteří vykonávají jejich rozkazy a vydají se infiltrovat Baldur’s Gate společně se starobylým mozkem a s jejich kultisty.

### Akt 3
Po zabití jednoho z šampiónů v Moonrise Towers se postavy vydají do Baldur’s Gate, kde je jejich cílem přemoct zbylé šampiony, aby mohli dostat kontrolu nad Starobylým Mozkem. Když nad ním získají kontrolu, může se příběh vyvinout různě podle rozhodnutí hráče. Buď mozku poručí, aby se zničil a se sebou všechny mozkožroutí pulce, nebo se hráč může stát Absolute a všechny infikované, společně s hlavními postavami, proměnit ve své otroky.

## Vývoj hry
Larian Studios začalo s vývojem Baldur’s Gate 3 v roce 2016, když zejména pracovali na early accessu hry Divinity Original Sin 2. K tvorbě hry byl použit engine Divinity 4.0. Ve hře jsou všechny postavy dabované v angličtině a k zlepšení kvality animace byl využit motion capture.

### Vydání hry
Hra vyšla prvně jako early access 6. října 2020 na Windows, MacOS a Google Stadia. Hra byla limitovaná na část mapy Aktu 1 a měla menší volbu personalizace postavy hráče. Postupně do ní přidávali části obsahu jako přidání nových tříd nebo multiplayer.
Kompletně hra vyšla 3. srpna 2023 pro Windows, 6. září 2023 na PlayStation 5 a 22. září pro MacOS. Hra vyjde do konce roku i na Xbox Series X/S.
Od early releasu je možné ve hře používat mody a Larian Studios plánuje vytvořit officiální mod tools.